# Pogonocherus plasoni
Pogonocherus plasoni är en skalbaggsart som beskrevs av Ludwig Ganglbauer 1884. Pogonocherus plasoni ingår i släktet Pogonocherus och familjen långhorningar. Inga underarter finns listade i Catalogue of Life.